# Phaecadophora
Phaecadophora is een geslacht van vlinders van de familie bladrollers (Tortricidae), uit de onderfamilie Olethreutinae.

## Soorten
- P. acutana Walsingham, 1900
- P. fimbriata Walsingham, 1900